# Herman Edward Werner
Herman Edward Werner (ur. 23 lipca 1872 w Łodzi, zm. 21 października 1932 tamże) – dyrektor Kolei Elektrycznej Łódzkiej (tramwaje miejskie) w latach 1917–1932, współwłaściciel Przędzalni Szewiotu i Fabryki Towarów Trykotowych „Stephan i Werner” w Łodzi, przy ul. Wierzbowej 44.

## Życiorys
Urodził się 23 lipca 1872 roku w Łodzi. Syn młynarza Augusta Wernera i Wilhelminy z d. Busse (córka Rajmunda i Marii z d. Porańskich), oboje pochodzenia niemieckiego, wyznania ewangelicko-augsburskiego; związek małżeński zawarli 30 IX/12 X 1899 r., najprawdopodobniej w kościele ewangelickim pw. św. Trójcy. Dzień przed ślubem zawarli umowę przedślubną przed łódzkim notariuszem Juliuszem Gruszczyńskim (akt nr 8255/99).
Prawdopodobnie 1 listopada 1898 r. podjął pracę w Gazowni Miejskiej w Łodzi jako biuralista (urzędnik) lub buchalter, z pensją 600 rubli rocznie + 25 rubli gratyfikacji, również rocznie.

### Kariera w Kolei Elektrycznej Łódzkiej (KEŁ)
Pracę w KEŁ Herman Werner podjął około sierpnia 1900 r. jako buchalter (księgowy) w Zarządzie Spółki KEŁ. Po śmierci w kwietniu 1917 r. pierwszego dyrektora KEŁ – inż. Józefa Witkowskiego został powołany na stanowisko kolejnego dyrektora KEŁ, które piastował do śmierci 21 października 1932 roku. Był dyrektorem w trudnym wojennym i powojennym okresie funkcjonowania komunikacji miejskiej w Łodzi. We wspólnym działaniu z akcjonariuszami, którzy zostali zmuszeni do podpisania nowej umowy koncesyjnej z miastem w czerwcu 1923 r. (Werner był odpowiedzialny za zawarty w niej program rozbudowy sieci tramwajowej w Łodzi), zdołał wyprowadzić przedsiębiorstwo na prostą ekonomiczną. Tu też z urzędu pełnił funkcję prezesa Kasy Emerytalno-Pożyczkowej Pracowników Kolei Elektrycznej Łódzkiej.
W 1931 r., z jego inicjatywy i fundacji powstała Kasa Zaliczkowa dla Urzędników KEŁ SA w Łodzi im. Józefa Witkowskiego. Miało to miejsce z okazji 25-lecia jego pracy w KEŁ oraz dla uczczenia pamięci II dyrektora KEŁ – J. Witkowskiego. Jej kapitałem zakładowym była suma 3500 zł stanowiąca część jego nagrody jubileuszowej oraz 1500 zł z podobnej nagrody dla jego zastępcy inż. Jan Ringa, które otrzymali jednomyślną decyzją Zarządu Spółki z 14 marca 1929 (Werner i Ring byli członkami zarządu). Celem działalności Kasy było udzielanie nieoprocentowanych pożyczek urzędnikom KEŁ do wysokości ich miesięcznych zarobków. Kasa znajdowała się pod kontrolą Zarządu Spółki KEŁ.

### Fabryka szewiotu i trykotaży
Pracując w KEŁ wszedł we wrześniu 1903 r. w spółkę z Francuzem – Leopoldem Stephanem, w wyniku której powstała Przędzalnia Szewiotu i Fabryka Towarów Trykotowych „Stephan i Werner” przy ul. Wierzbowej 44. Dla tej czynności prawnej podali adres w Łodzi: ul. Dzielna (ob. ul.Narutowicza) 64. Ich prokurentem (dyrektorem fabryki) był Aleksander Dehmel. Budynki fabryki przy Wierzbowej 44 powstały prawdopodobnie ok. 1906 roku.
W styczniu 1918 r. firma znajdowała się z powodu trudności finansowych pod nadzorem sądowym, który sprawował łódzki fabrykant Moritz Prinz.
Faktyczny rozwój przedsiębiorstwa nastąpił w latach 30. XX wieku. W 1937 r. przedsiębiorstwo zatrudniało około 300 robotników, a wartość kapitału zakładowego wynosiła 1 115 000 złotych. W przędzalni funkcjonowało 3415 wrzecion przędzalniczych systemu angielskiego i 970 wrzecion niciarkowych, co plasowało je w grupie średniej wielkości przedsiębiorstw.
Po II wojnie światowej, w nowych warunkach polityczno-gospodarczych, 3 grudnia 1947 r. fabryka przy ul. Wierzbowej 44 została przejęta na własność Skarbu Państwa bez odszkodowania. Odtąd zakład funkcjonował jako Państwowe Zakłady Przemysłu Dziewiarskiego Nr 6, z oddziałem produkcji wełnianej. W tym czasie pracowało tu 220 robotników.
18 grudnia 1950 r. został podpisany protokół zdawczo-odbiorczy przedsiębiorstwa „Stephan i Werner Sp. Akc. – Fabryka Wyrobów Trykotowych i Przędzalnia Wełny Czesankowej, Łódź, Wierzbowa 44”, kończyło to formalnie proces upaństwowienia tego przedsiębiorstwa. W tym samym dniu powstały na tej bazie Zakłady Przemysłu Dziewiarskiego im. Wojska Polskiego, Przedsiębiorstwo Państwowe Wyodrębnione.
Od ok. 1958 r. nastąpiła zmiana nazwy na Zakłady Przemysłu Dziewiarskiego im. Emilii Plater (od ok. 1969 r. z dodaną handlową nazwą „Lido”), jako ich oddział o nazwie „Iwa”, których dyrekcja mieściła się przy ul. Wólczańskiej 66. Zakłady „Lido” produkowały wg reklamy wyroby dziewiarskie, bieliznę męską, damską i dziecięcą; do nabycia we wszystkich sklepach w całym kraju z czego wynika, że zaprzestano przetwórstwa wełny. W roku 1959 fabryka została odnotowana w Księdze Przemysłu Polskiego (Warszawa 1959) pod nr 3425 r. jako Zakłady Przemysłu Dziewiarskiego im. Wojska Polskiego (prod.: wyroby dziewiarskie bawełniane, jedwabne, mieszane, wyroby odzieżowe dziane męskie, bielizna dziana, dzianina kaloszowa).
W wyniku przemian polityczno-gospodarczych po 1989 r. zakład „Lido” został postawiony w stan likwidacji. Na początku XXI w. teren fabryki został sprzedany przez miasto prywatnemu inwestorowi, który zaczął wynajmować jej pomieszczenia różnym firmom produkcyjnym i usługowym.
Budynek Przędzalni Szewiotu i Fabryka Towarów Trykotowych Stephan i Werner (budynek biurowy, budynek fabryczny z przybudówką) znajduje się w łódzkiej gminnej ewidencji zabytków (poz. 1855). Zabudowania znalazły się na obszarze tzw. Nowego Centrum Łodzi kreowanego wokół nowo powstałego dworca kolejowego Łódź Fabryczna.

### Inne działania H. Wernera
Herman Werner był zaproszony do kilku zarządów i rad nadzorczych: Spółdzielczego Banku Przemysłowców Łódzkich (członek Rady Nadzorczej), Browaru i Fabryki Kwasu Węglowego Sukcesorów K. Anstadta Spółki Akcyjnej w Łodzi (członek Zarządu), Cukierni i Rafinerii „Leśmierz” S.A. (członek zarządu i współudziałowiec [w 1928 r. 244 imiennych akcji przy ich ogólnej liczbie 2400 szt.]; w latach 1927–1939 przy ul. Wierzbowej 40 w Łodzi funkcjonowało Biuro Sprzedaży Cukru „H. i E. Werner”, które miało związek z działalnością Hermana Wernera w Cukrowni „Leśmierz”), Farbiarni i Wykończalni „Dobieszków” S.A. (członek zarządu).
Herman Werner był też współzałożycielem Łódzkiego Towarzystwa Zwalczania Raka.

## Rodzina i okoliczności śmierci

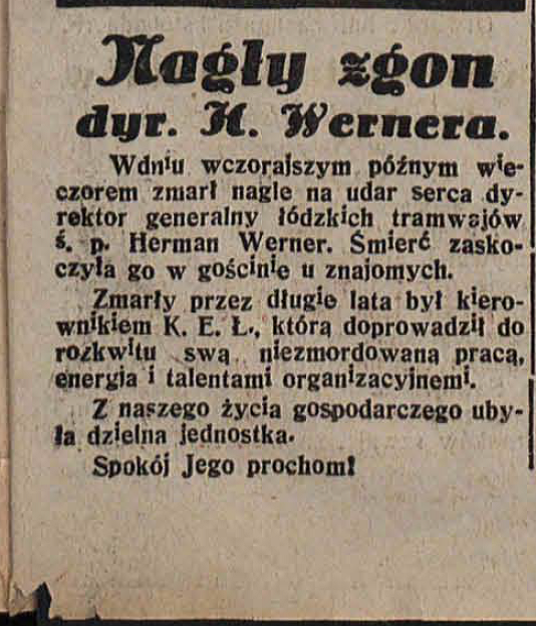
Informacja o śmierci H. Wernera, „Republika” z dnia 22 X 1932 r., s. 1.

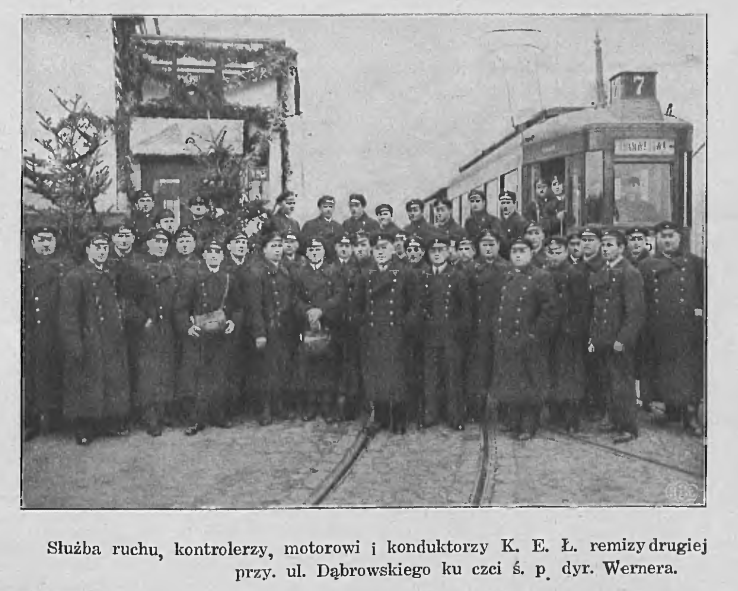
Grupa konduktorów i motorniczych KEŁ przed budynkiem administracyjnym zajezdni II (ul. J. Dąbrowskiego), spowitej kirem z powodu śmierci dyr. Wernera; X 1932

Jego żoną była Eleonora z domu Szulc (ur. 21 lutego 1880; związek małżeński zawarli 30 IX/12 X 1899 r.), z którą miał pięcioro dzieci:
- Eugeniusza Karola (ur. 23 stycznia 1901; Łódź) – inżynier,
- Alfreda Ryszarda (ur. 10 listopada 1902; Łódź),
- Elżbietę (ur. 23 października 1903; Łódź),
- Stefanię (ur. 22 września 1905; Łódź),
- Artura Hermana (ur. 28 sierpnia 1908; Łódź) – fabrykant i przedsiębiorca[20].

Pomiędzy małżonkami istniała intercyza „na wyłączność majątku i wspólność dorobku”.
Herman Werner zmarł niespodziewanie, późnym wieczorem 21 października 1932 roku, w trakcie wizyty u znajomych, na udar serca. Pogrzeb odbył się 25 października 1932 roku na cmentarzu przy ul. Ogrodowej (część ewangelicka, kwatera H–2, grób nr 18). Wyprowadzenie ciała nastąpiło z kościoła św. Trójcy. Jak wynika z informacji opublikowanej na łamach „Kurjera Łódzkiego”, w pogrzebie uczestniczyli m.in.: księża pastorowie Wannagat i Schedler, mec. J. Gołkontt, Rada Nadzorcza i Zarząd KEŁ, Prezes W. Hordliczko (w imieniu Cukrowni „Leśmierz”), p. Rachwalski, Fitzer i Marciniak, współpracownicy i delegacja Służby Ruchu (konduktorzy i motorniczowie) KEŁ, orkiestra KEŁ, ewangelicki kościelny chór Św. Trójcy.

## Upamiętnienie
Pamięć o Hermanie Wernerze uległa po II wojnie światowej praktycznie całkowitemu zapomnieniu, a została przywrócona w drodze zbiegu okoliczności: Małgorzata Pyziak z Łodzi znalazła w swoim mieszkaniu pamiątki związane z postacią Wernera, wśród nich jego olejny portret pędzla łódzko-pabianickiego malarza – Bolesława Nawrockiego (1887–1946). W 2015 TVP3 Łódź poświęciła Hermanowi Wernerowi część relacji z 21. kwesty na Starym Cmentarzu w Łodzi. W reportażu Herman Werner został określony jako „znamienity łodzianin”.
W 2017 w miejscu jego pochówku (w części ewangelickiej cmentarza przy ul. Ogrodowej w Łodzi, kwatera H–2, grób nr 18), we współdziałaniu łódzkiej parafii ewangelicko-augsburskiej oraz finansowym udziale Miejskiego Przedsiębiorstwa Komunikacyjnego – Łódź Sp. z o.o. i Łódzkiej Kolei Aglomeracyjnej, umieszczona została tablica marmurowa z napisem: „Herman Edward Werner, 1872–1932; dyrektor Kolei Elektrycznej Łódzkiej w latach 1917–1932”.